# Glenn Danzig
Glenn Danzig, vlastním jménem Glenn Allen Anzalone (* 23. června 1955, Lodi, New Jersey, USA) je americký hudebník a skladatel známý díky působení ve skupinách The Misfits (1977-1983), Samhain (1983-1987) a Danzig (1987-dosud). Krom hudebního působení vlastní společnost Verotik vydávající komiksy orientované pro dospělé publikum, přičemž se osobně podílí na tvorbě mnohých publikací.
Za dlouhé roky hudebního působení ovlivnil mnoho významných hudebních skupin jako např. Metallica (originál „Die, Die My Darling“ napsal Glenn Danzig pro The Misfits), Guns N' Roses, AFI, The 69 Eyes, HIM, Type O Negative a Cradle of Filth (převzali „Death Comes Ripping“ od The Misfits a „Halloween 2“ od Samhain).
Je proslulý rozsahem svého hlasu. Často bývá přirovnáván k lidem jako Elvis Presley, Jim Morrison a Howlin' Wolf.
V jeho písních se vyskytuje především hororová, gore, mystická, erotická a náboženská tematika.